# Jason Goldwatch

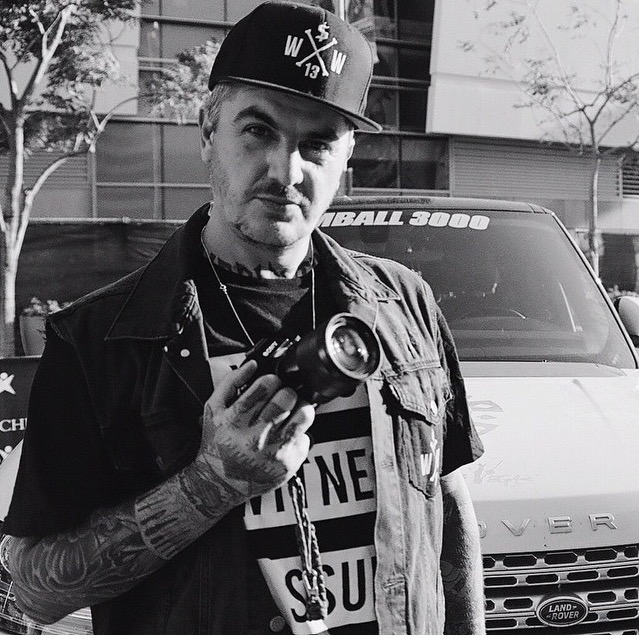
Jason Goldwatch auf dem Gumball 3000 im Jahr 2015

Jason Goldwatch (* 1. September 1976 in San Francisco) ist ein US-amerikanischer Regisseur, der vor allem für seine Musikvideos und Werbespots sowie Dokumentarfilme über die Hip-Hop-Szene bekannt ist.

## Leben
Goldwatch besuchte in seiner Heimatstadt die Ruth Asawa San Francisco School of the Arts (SOTA) und danach das California Institute of the Arts (CalArts) im Los Angeles County. Er arbeitete für verschiedene Produktionsstudios, unter anderem kam er durch Spike Jonze zu Satellite Films. Danach tourte er als Videograf der Hip-Hop-Band Dilated Peoples. 2002 schloss er sich mit Peter Bittenbender zusammen, mit dem er 2002 in New York City das Kreativstudio und Plattenlabel Decon, bei dem er selbst als geschäftsführender, künstlerischer Leiter tätig ist. Er ist bekannt für zahlreiche Arbeiten mit bekannten Künstlern und Produzenten.

## Musikvideos
- 88-Keys: Stay Up! (Viagra) (featuring Kanye West)
- Aceyalone – I Think
- Action Bronson: Strictly 4 My Jeeps
- The Alchemist: Smile
- The Alchemist: Shut The Fuck Up
- The Alchemist: Flight Confirmation (featuring Danny Brown und Schoolboy Q)
- Chali 2na: International (featuring Beenie Man)
- Common und Sadat X: 1999 (featuring Talib Kweli)[4]
- Damian Marley: One Loaf, of Bread
- Dilated Peoples: Work the Angels
- Dilated Peoples: Worst Comes to Worst[5]
- Evidence: Mr Slow Flow
- Evidence: To Be Continued…
- Evidence: For Whom The Bell Tolls
- Hieroglyphics: Soweto
- Jay Electronica: Exhibit A[6]
- Jay Electronica: Dimethyltryptamine
- Jay-Z: Pray
- Jim Jones: Blow Your Smoke (featuring Gerrell „Rell“ Gaddis)
- Kid Cudi: Soundtrack 2 My Life[7]
- Kid Cudi: CudderisBack
- Kid Cudi: Erase Me
- Kid Cudi: Mojo So Dope
- Kool Keith: Plastic World
- Linkin Park: Enth E Nd
- Ludacris: Blueberry Yum Yum
- Nas: Nasty
- Pusha T: Trouble on My Mind (featuring Tyler, the Creator)
- The Roots: Dear God 2.0
- ScHoolboy Q: Break The Bank
- Travis Barker und Yelawolf: Push 'Em
- Step Brothers (The Alchemist und Evidence): Step Masters[8]

## Filmografie (Auswahl)

### Werbespots
- Microsoft-Zune-Kampagne
- The Naturist und Teva Life Agents, Teva
- Girl What's Up?, Sony Ericsson
- Online-Werbekampagne für das Shakira-Album She Wolf
- Online-Werbekampagne, Kübler Absinthe[9]
- Web-Kurzfilme für das Eminem-Album Relapse[10]

### Filme
- 2010: The Journey of Mr. Rager (Dokumentarfilm über Kid Cudi)
- 2010: A Billion Bucks (Dokumentarfilm über Young Buck[11])
- 2010: Forthcoming Jay Electronica Documentary
- 2010: A Million in the Morning
- 2007: Dilated Peoples: The Release Party
- 2006: Ice Cream: Vol. 1
- 2003: Revenge of the Robots (Dokumentation über Def Jux)